# Марриет, Фредерик
Фредерик Марриет (англ. Frederick Joseph Marryat; 10 июля 1792, Лондон — 9 августа 1848, Ленгем, графство Норфолк) — английский мореплаватель, писатель, автор приключенческих романов.

## Биография
Родился в семье коммерсанта Джозефа Марриета, «принца торговли» и члена Парламента. Несколько раз пытался убежать в море на корабле, после чего родители позволили ему поступить в Королевский флот в 1806 году, в качестве мичмана на фрегат HMS Imperieuse под командованием лорда Кохрейна, судьба которого позже будет вдохновлять Марриета как писателя.
Во время службы на Imperieuse Фредерик пережил бой у устья Жиронды (1809), спасение мичмана, свалившегося за борт, захваты многих судов возле Средиземноморского побережья Испании и захват замка Монгат. Когда фрегат был направлен для действий в реке Шельда (1809), Марриет подхватил малярию и вернулся в Англию на линейном корабле HMS Victorious.
После выздоровления Марриет вернулся в Средиземное море на корабле HMS Centaur и снова спас товарища, бросившись за ним в море. Позднее он прибыл уже пассажиром на Бермуды на линейном корабле HMS Atlas и оттуда в Галифакс на шхуне Chubb к новому назначению, на фрегат HMS Aeolus (27 апреля 1811 года).
Несколькими месяцами позже Фредерик Марриет снова отличился, когда слаженно руководил усилиями по срубанию грот-реи фрегата, чтобы спасти судно во время шторма, и, к тому же, опять спас человека за бортом. Вскоре после этого он перешёл на фрегат HMS Spartan, принимал участие в захвате нескольких американских кораблей (что явилось предлогом для Англо-американской войны 1812—1814), и 26 декабря 1812 года был произведен в лейтенанты.
Лейтенантом Марриет служил на шлюпе HMS Espiegle и 60-пушечном HMS Newcastle, и был произведён в чин коммандера 13 июня 1815 года, как раз ко времени окончания войны. В дальнейшем он отдал себя занятию наукой, изобрёл спасательную шлюпку (тем самым заслужив золотую медаль от Королевского общества спасения на водах и прозвище «Lifeboat», то есть спасательная шлюпка) и в 1819 году женился на Катерине Шарп, дочери бывшего генерального консула в России сэра Стивена Шарпа, которая родила ему четырёх сыновей и семь дочерей.
В 1820 году капитан шлюпа HMS Beaver, а также временно командовал шлюпом HMS Rosario для возвращения в Англию с донесением о смерти Наполеона на острове Святой Елены. Губернатор острова генерал Хадсон Лоу позволил Марриету сделать эскиз тела Наполеона на смертном одре, который будет впоследствии опубликован как литография (художественные способности Марриета были весьма средние, но его зарисовки корабельной жизни над и под палубой отличались изрядным шармом, компенсировавшим их незрелость).
В 1823 году он был назначен на HMS Larne, на котором принял участие в походе 1824 года против Бирмы. Во время этой экспедиции, которая закончилась большими людскими потерями из-за болезней, ему было доверено командование HMS Tees (28), что дало ему чин капитана.
Он вернулся на родину в Англию в 1826 году. Но в 1829 году принял под командование фрегат HMS Ariadne с заданием поиска мелей и скрытых подводных опасностей вокруг острова Мадейра и Канарских островов. Это было довольно скучным занятием, и между этим делом и недавней публикацией своего романа он, морской офицер, в ноябре 1830 года решил уйти в отставку и посвятить себя литературе полностью.
Работы автора стали появляться регулярно, наибольший успех принес ему «Мичман Тихоня» (1836). Он прожил год в Брюсселе, путешествовал по Канаде и США, затем в 1839 году обосновался в Лондоне, где общался в литературном кругу Чарльза Диккенса и др.
В 1837 году, когда вспыхнуло восстание в Нижней Канаде (ныне южная часть провинции Квебек), Марриет был в Северной Америке и в составе британских войск участвовал в его подавлении.
Он был избран членом Королевского общества в честь признания его изобретения и других достижений. В 1843 году Марриет переехал на маленькую ферму Лэнгхем Манор в Норфолке, где и умер в 1848 году. Его дочь Флоренс Марриет (1838—1899) позже стала известной писательницей и актрисой, и в 1872 году она издала «Жизнь и Письма» своего отца.

## Произведения
- 1829 — «Морской офицер Франк Мильдмей » (The Naval Officer, or Scenes in the Life and Adventures of Frank Mildmay)
- 1830 — «Королевская собственность» (The King's Own)
- 1832 — «Приключения Ньютона Форстера » (Служба на купеческом корабле)(Newton Forster, or the Merchant Service)
- 1834 — «Приключения Якова Верного» (Jacob Faithful)
- 1834 — «Приключения Питера Симпля» (Peter Simple)
- 1835 — «Многосказочный паша» (The Pacha of Many Tales)
- 1836 — «Иафет в поисках отца» (Japhet, in Search of a Father)
- 1836 — «Мичман Тихоня» (Мичман Изи) (Mr. Midshipman Easy)
- 1836 — «Пират» (The Pirate)
- 1836 — «Три яхты» (The Three Cutters)
- 1837 — «Приключения собаки» (Снарлейгоу, или Собака-дьявол) (Snarleyyow, or the Dog Fiend)
- 1839 — «Корабль-призрак» (The Phantom Ship)
- 1840 — «Poor Jack»
- 1840 — «Olla Podrida» (сборник)
- 1841 — «Браконьер» (Joseph Rushbrook, or the Poacher)
- 1841 — «Крушение „Великого Океана“» (Masterman Ready, or the Wreck of the Pacific)
- 1842 — «Персиваль Кин» (Percival Keene)
- 1843 — «Приключения Виоле в Калифорнии и Техасе» (Приключения в Америке) (Narrative of the Travels and Adventures of Monsieur Violet in California, Sonora,& Western Texas)
- 1844 — «Канадские поселенцы» (The Settlers in Canada)
- 1845 — «Приключения в Африке» (The Mission; or Scenes in Africa)
- 1846 — «Приватир» (Сто лет назад) (Privateersman, or One Hundred Years Ago)
- 1847 — «Дети Нового леса» (The Children of the New Forest)
- 1848 — «Маленький дикарь» (The Little Savage)
- 1848 — «Валерия» (Valerie)